# Miyang-myeon
Miyang-myeon (koreanska: 미양면) är en socken i stadskommunen Anseong i provinsen Gyeonggi i den centrala delen av Sydkorea, 70 km söder om huvudstaden Seoul.